# Liste der Mitglieder der National Academy of Sciences/1951
Im Jahr 1951 wählte die National Academy of Sciences der Vereinigten Staaten 32 Personen zu ihren Mitgliedern.

## Neugewählte Mitglieder
- Warder Allee (1885–1955)
- Norris E. Bradbury (1909–1997)
- Dirk Brouwer (1902–1966)
- Roy Clausen (1891–1956)
- Everette L. Degolyer (1886–1956)
- John T. Edsall (1902–2002)
- Pentti Eskola (1883–1964)
- Raymond M. Fuoss (1905–1987)
- Ross Gunn (1897–1966)
- Harry Harlow (1905–1981)
- Columbus Iselin (1904–1971)
- Remington Kellogg (1892–1969)
- Robert Kent (1886–1961)
- Donald W. Kerst (1911–1993)
- Charles G. King (1896–1988)
- Samuel K. Lothrop (1892–1965)
- Thomas B. Nolan (1901–1992)
- Edward M. Purcell (1912–1997)
- Albert Riker (1894–1982)
- Howard P. Robertson (1903–1961)
- Frederick D. Rossini (1899–1990)
- Albert B. Sabin (1906–1993)
- Franz Schrader (1891–1962)
- Frederick Seitz (1911–2008)
- William Bradford Shockley (1910–1989)
- Thomas Gordon Thompson (1888–1961)
- Godfrey Thomson (1881–1955)
- William S. Tillett (1892–1974)
- Gordon Whyburn (1904–1969)
- Carl Wiggers (1883–1963)
- William Gould Young (1902–1980)
- Karl von Frisch (1886–1982)